# Eriospermum roseum
Eriospermum roseum är en sparrisväxtart som beskrevs av Schinz. Eriospermum roseum ingår i släktet Eriospermum och familjen sparrisväxter. Inga underarter finns listade i Catalogue of Life.